# 唐安郡
唐安郡，中国唐朝时设置的郡。
天宝元年（742年）改蜀州置，治所在今四川省崇州市。下辖晋原县、青城县、唐兴县、新津县。至德二年（757年）改为唐兴郡。乾元元年（758年）复改蜀州。 
唐朝唐安郡太守
- 尹中庸（750年—753年）
- 窦僎（天宝年间）
- 卢正己（天宝末年）